# Arbeiderspartij (Zuid-Korea)
De Arbeiderspartij is een politieke partij in Zuid-Korea.
De partij werd opgericht door enkele leden van de Democratische Arbeidspartij, die de partij hadden verlaten.